# Arquidiócesis de Tucumán
La arquidiócesis de Tucumán (en latín: Archidioecesis Tucumanensis) es una circunscripción eclesiástica de la Iglesia católica en Argentina. Se trata de una arquidiócesis latina, que tiene jurisdicción en parte de la actual provincia de Tucumán y sede en la ciudad de San Miguel de Tucumán. Desde el 23 de agosto de 2017 su arzobispo es Carlos Alberto Sánchez.

## Territorio y organización

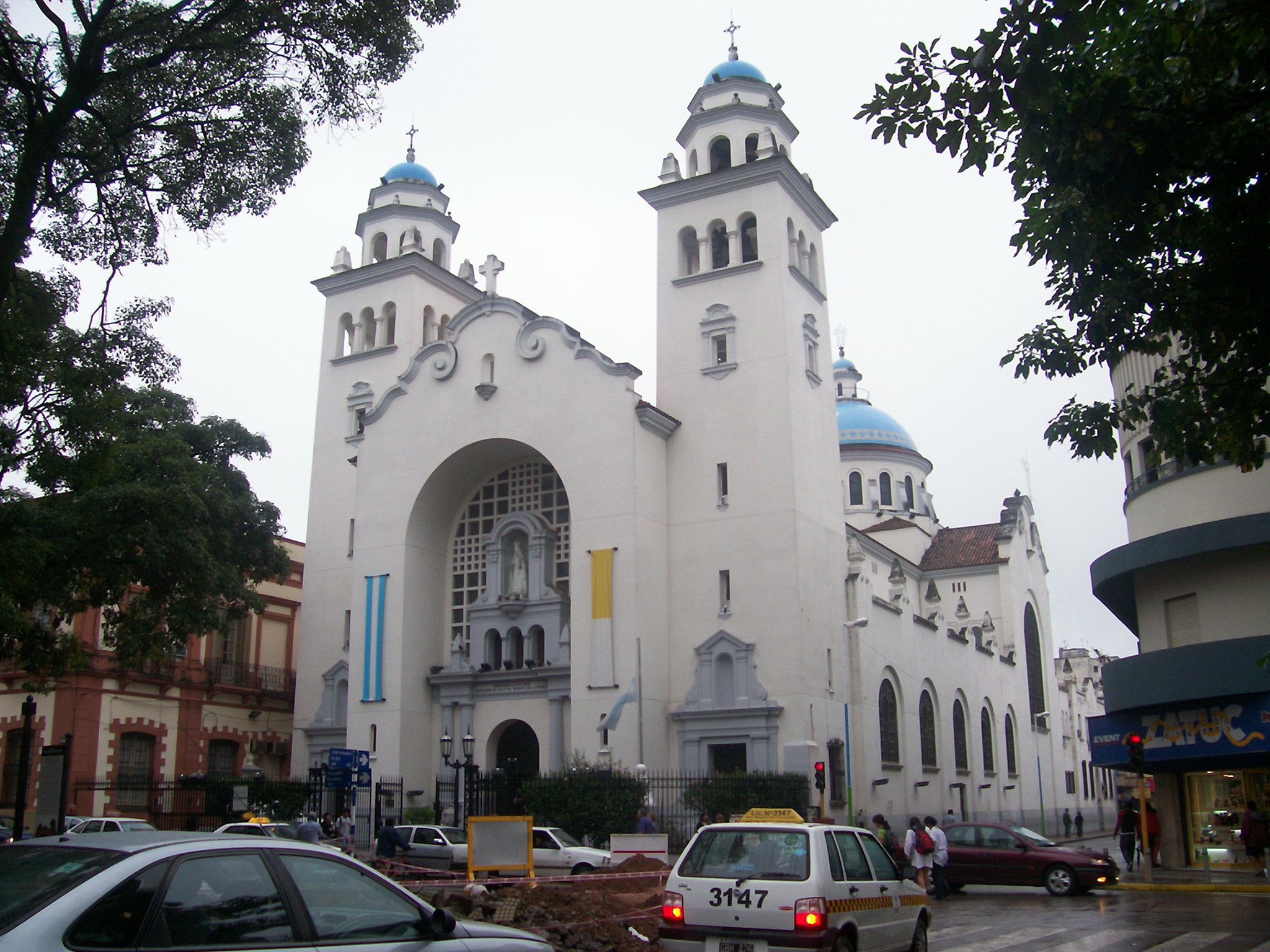
Basílica de Nuestra Señora de la Merced

La arquidiócesis  extiende su jurisdicción sobre los fieles católicos de rito latino residentes en la provincia de Tucumán en los departamentos de: Burruyacú, Capital, Cruz Alta, Famaillá, Lules, Tafí Viejo, Trancas, Yerba Buena, la parroquia San José de Bella Vista en el departamento Leales y la de Nuestra Señora del Carmen, en Tafí del Valle en el departamento Tafí del Valle.

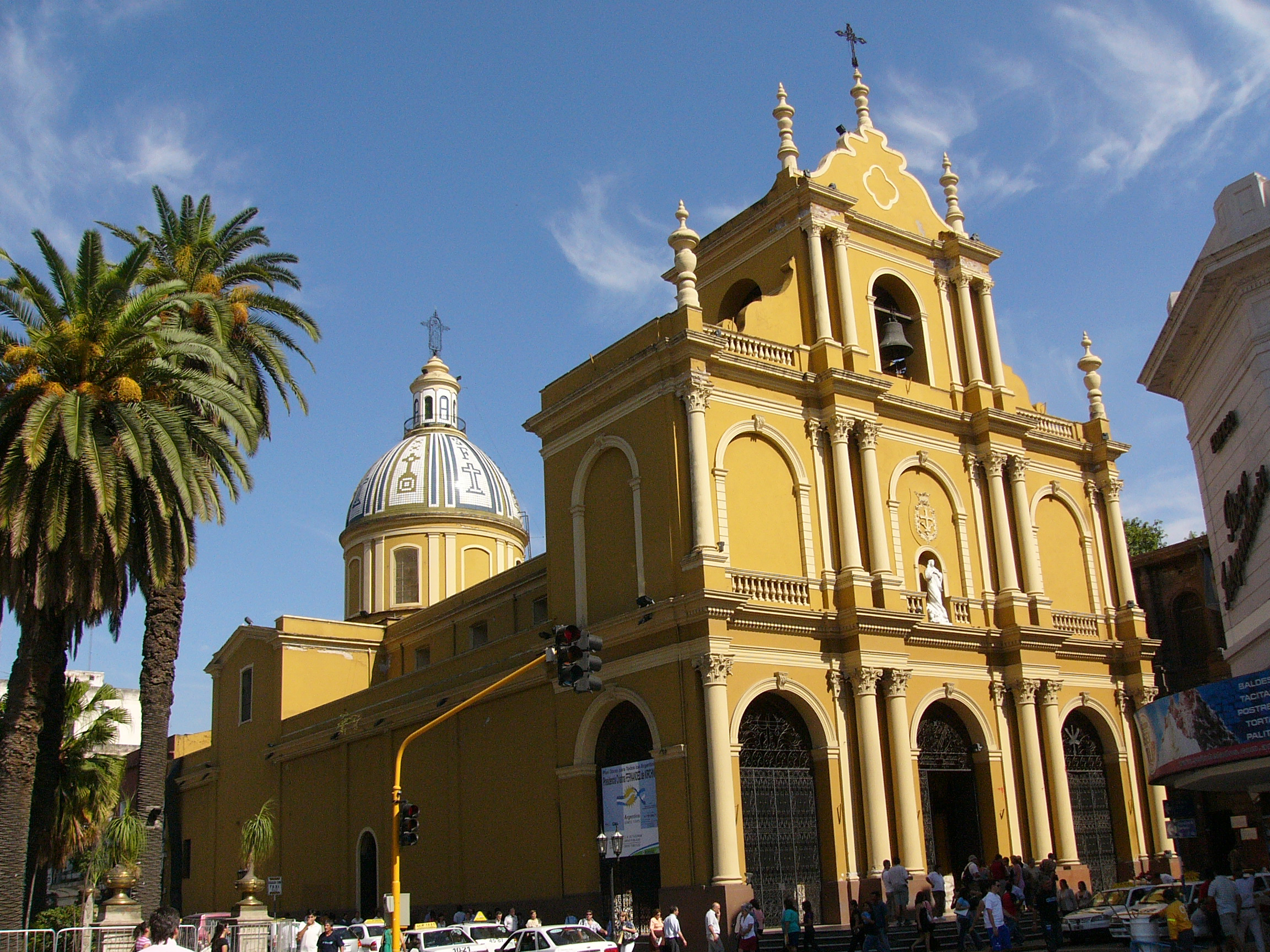
Iglesia de San Francisco, en San Miguel de Tucumán

La sede de la arquidiócesis se encuentra en la ciudad de San Miguel de Tucumán, en donde se halla la Catedral de Nuestra Señora de la Encarnación y las basílicas menores de Nuestra Señora de la Merced y Nuestra Señora del Santísimo Rosario.
La arquidiócesis tiene como sufragánea a la diócesis  de la Santísima Concepción.
En 2020 en la arquidiócesis existían 49 parroquias.

## Historia
La diócesis de Tucumán fue erigida el 15 de febrero de 1897 con la bula In Petri Cathedra del papa León XIII, como una escisión de la entonces diócesis de Salta. Ambas diócesis, así como la Arquidiócesis de Córdoba   son  un desprendimiento de la primigenia Provincia Eclesiástica del Tucumán, antiguo Obispado del Tucumán que comprendía toda la región del actual Noroeste argentino, Córdoba , Cuyo y sur de la actual Bolivia . La misma fue erigida  en época del Virreinato del Perú, con sede en la ciudad de Santiago del Estero el 14 de mayo de 1570 con la bula Super specula militantis Ecclesiae del papa Pío V. 
Por ello Santiago del Estero es conocida como Madre de Ciudades y Madre de Diócesis y es actualmente la sede Primada de la Iglesia Católica en Argentina, por bula del Papa Francisco ejecutada el 7 de septiembre del 2024 y elevada a la categoría de Arquidiócesis.
El 25 de marzo de 1907 se escinde el territorio de la provincia de Santiago del Estero para la erección de la diócesis de Santiago del Estero - hoy Sede Primada de Argentina- mediante el decreto Ea est in quibusdam de la Congregación Consistorial.
El 5 de febrero de 1910 mediante la bula Sollicitudine del papa Pío X. se erige la  diócesis de Catamarca, desprendiéndose  los territorios de la  provincia de Catamarca y el del territorio nacional de Los Andes.
Originariamente sufragánea de la arquidiócesis de Buenos Aires, el 20 de abril de 1934 pasó ser diócesis sufragánea de la provincia eclesiástica de la entonces arquidiócesis de Santa Fe.
El 11 de febrero de 1957 la entonces Diócesis de Tucumán fue elevada al rango de arquidiócesis con la bula Quandoquidem adoranda del papa Pío XII.
El 12 de agosto de 1963 se formó la Diócesis de la Santisima Concepción en el sur de la provincia de Tucumán como sufragánea de la Arquidiócesis de Tucumán  mediante la bula Condere dioecesim del papa Pablo VI.
El 29 de noviembre de 1963, con la carta apostólica Praesidium Deiparae, el papa Pablo VI proclamó a la Santísima Virgen María de la Merced, como patrona principal de la arquidiócesis.
El 8 de septiembre de 1969 cedió otra porción de su territorio para contribuir a la erección de la prelatura territorial de Cafayate mediante la bula Praeclarissima exempla del papa Pablo VI.
El 7 de septiembre del 2024, al ejecutarse la bula del Papa Francisco,  la Diócesis de Santiago del Estero pasa a constituirse en Arquidiócesis de Santiago del Estero  y a ser  Sede Primada de la Iglesia Católica en Argentina

## Estadísticas
Según el Anuario Pontificio 2021 la arquidiócesis tenía a fines de 2020 un total de 1 080 260 fieles bautizados.
| Año                                                                             | Población            | Población | Población      | Sacerdotes | Sacerdotes    | Sacerdotes    | Bautizados por sacerdote | Diáconos permanentes | Religiosos | Religiosos | Parroquias |
| Año                                                                             | Bautizados católicos | Total     | % de católicos | Total      | Clero secular | Clero regular | Bautizados por sacerdote | Diáconos permanentes | Varones    | Mujeres    | Parroquias |
| ------------------------------------------------------------------------------- | -------------------- | --------- | -------------- | ---------- | ------------- | ------------- | ------------------------ | -------------------- | ---------- | ---------- | ---------- |
| 1949                                                                            | 610 000              | 659 117   | 92.5           | 136        | 47            | 89            | 4485                     |                      | 130        | 485        | 29         |
| 1966                                                                            | 550 000              | 597 299   | 92.1           | 183        | 53            | 130           | 3005                     |                      | 150        | 265        | 32         |
| 1970                                                                            | 400 000              | 540 000   | 74.1           | 144        | 55            | 89            | 2777                     |                      | 102        | 274        | 40         |
| 1976                                                                            | 400 000              | 570 000   | 70.2           | 144        | 54            | 90            | 2777                     |                      | 105        | 284        | 37         |
| 1980                                                                            | 593 800              | 657 000   | 90.4           | 128        | 55            | 73            | 4639                     | 2                    | 86         | 226        | 36         |
| 1990                                                                            | 817 000              | 899 000   | 90.9           | 145        | 60            | 85            | 5634                     | 9                    | 91         | 246        | 47         |
| 1999                                                                            | 856 835              | 969 819   | 88.3           | 135        | 76            | 59            | 6346                     | 15                   | 75         | 187        | 46         |
| 2000                                                                            | 868 732              | 983 285   | 88.3           | 131        | 78            | 53            | 6631                     | 15                   | 65         | 171        | 47         |
| 2001                                                                            | 879 178              | 996 178   | 88.3           | 137        | 79            | 58            | 6417                     | 15                   | 72         | 189        | 46         |
| 2002                                                                            | 899 793              | 1 021 332 | 88.1           | 149        | 84            | 65            | 6038                     | 15                   | 74         | 184        | 47         |
| 2003                                                                            | 908 224              | 1 030 902 | 88.1           | 153        | 85            | 68            | 5936                     | 14                   | 91         | 234        | 45         |
| 2004                                                                            | 911 849              | 1 035 017 | 88.1           | 144        | 86            | 58            | 6332                     | 14                   | 90         | 172        | 45         |
| 2010                                                                            | 1 034 201            | 1 112 000 | 93.0           | 143        | 89            | 54            | 7232                     | 10                   | 74         | 164        | 47         |
| 2014                                                                            | 1 000 097            | 1 135 183 | 88.1           | 138        | 92            | 46            | 7247                     | 5                    | 65         | 112        | 48         |
| 2017                                                                            | 1 047 912            | 1 178 210 | 88.9           | 128        | 82            | 46            | 8186                     | 4                    | 55         | 125        | 49         |
| 2020                                                                            | 1 080 260            | 1 214 370 | 89.0           | 130        | 81            | 49            | 8309                     | 4                    | 57         | 109        | 49         |
| Fuente: Catholic-Hierarchy, que a su vez toma los datos del Anuario Pontificio. |                      |           |                |            |               |               |                          |                      |            |            |            |

## Episcopologio

### Obispos de Tucumán
- Pablo Padilla y Bárcena † (Salta , 8 de febrero de 1898-22 de enero de 1921 falleció)
  - Sede vacante (1921-1923)
- Bernabé Piedrabuena † (11 de junio de 1923-17 de diciembre de 1928 renunció[nota 1])
- Agustín Barrere, M.I.C. † (16 de enero de 1930-29 de febrero de 1952 falleció)
- Juan Carlos Aramburu † (28 de agosto de 1953-11 de febrero de 1957 nombrado arzobispo)

### Arzobispos de Tucumán
- Juan Carlos Aramburu † (11 de febrero de 1957-14 de junio de 1967 nombrado arzobispo coadjutor de Buenos Aires[nota 2])
- Blas Victorio Conrero † (3 de febrero de 1968-7 de julio de 1982 falleció)
- Horacio Alberto Bózzoli † (19 de enero de 1983-29 de diciembre de 1993 falleció)
- Arsenio Raúl Casado † (15 de junio de 1994-8 de julio de 1999 renunció)
- Luis Héctor Villalba (8 de julio de 1999-10 de junio de 2011 retirado)
- Alfredo Horacio Zecca † (10 de junio de 2011-9 de junio de 2017 renunció[nota 3])
- Carlos Alberto Sánchez, desde el 23 de agosto de 2017[9]

## Galería de imágenes

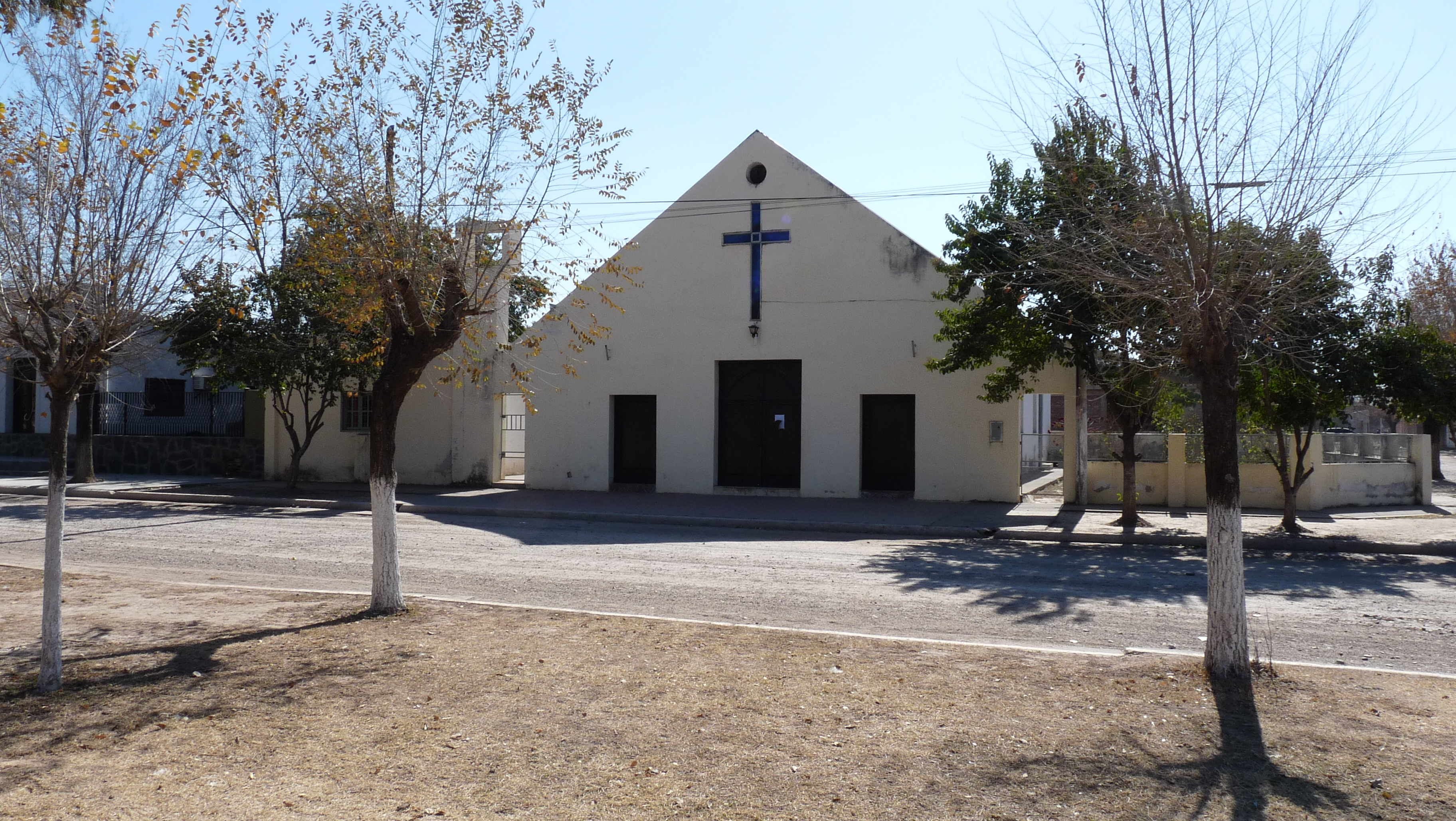
Parroquia Sagrado Corazón de Jesús de Las Cejas
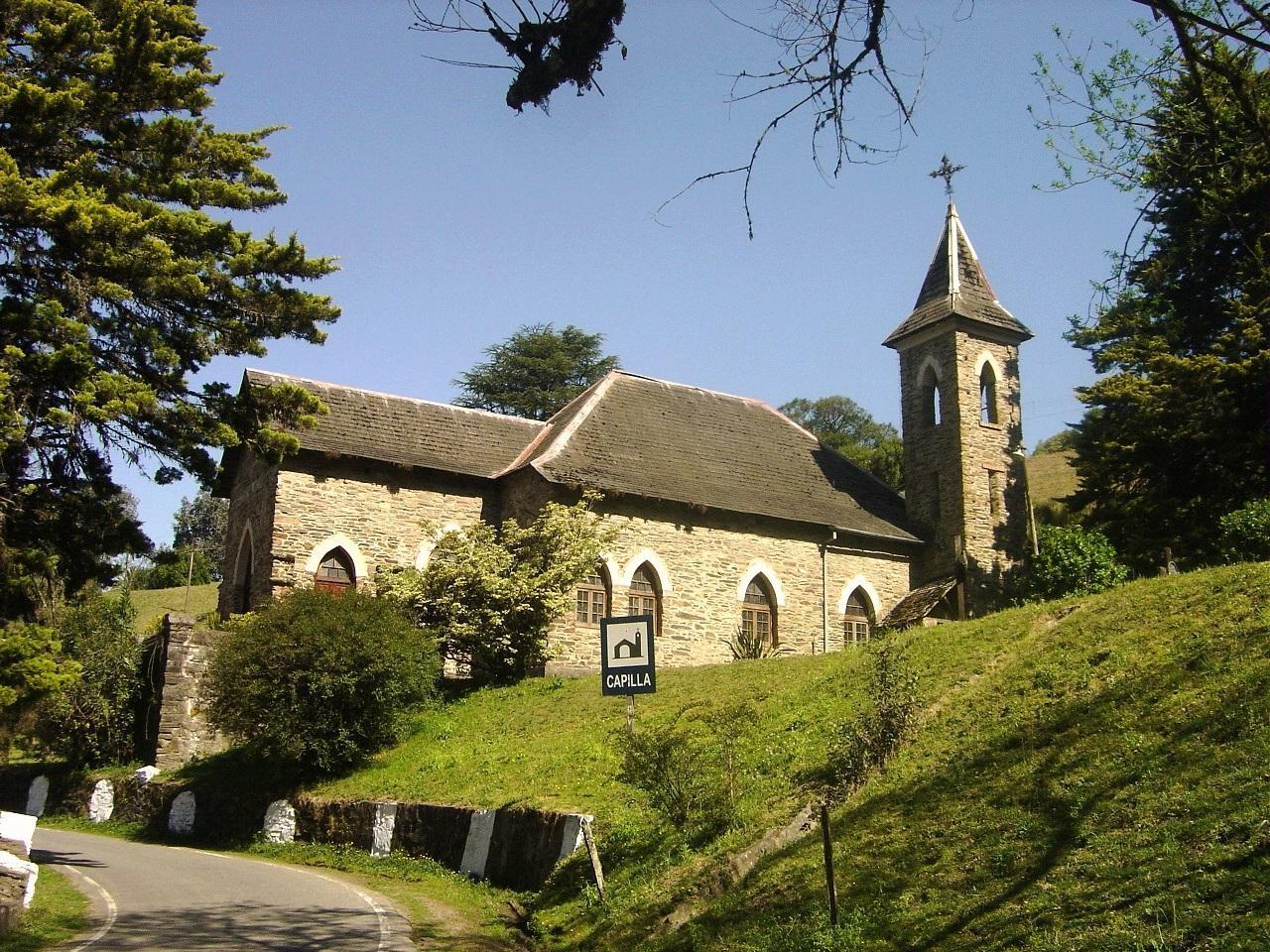
Capilla de Villa Nougués
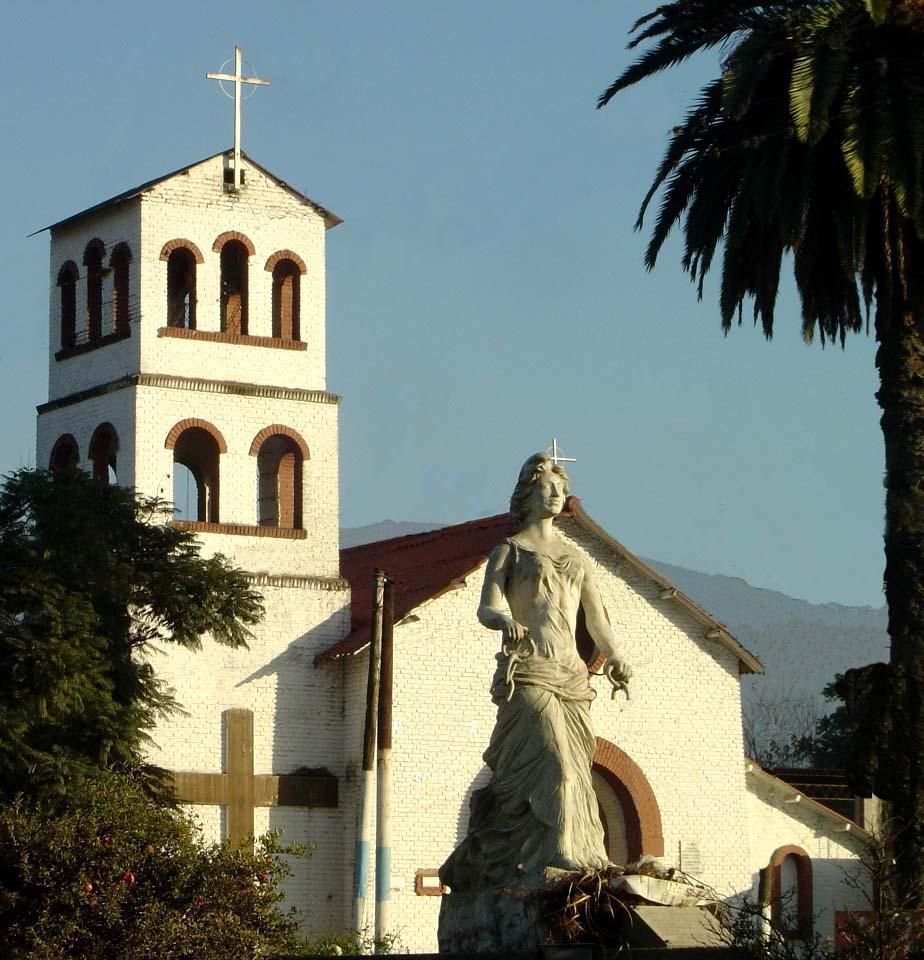
Iglesia Cristo Obrero de Tafí Viejo
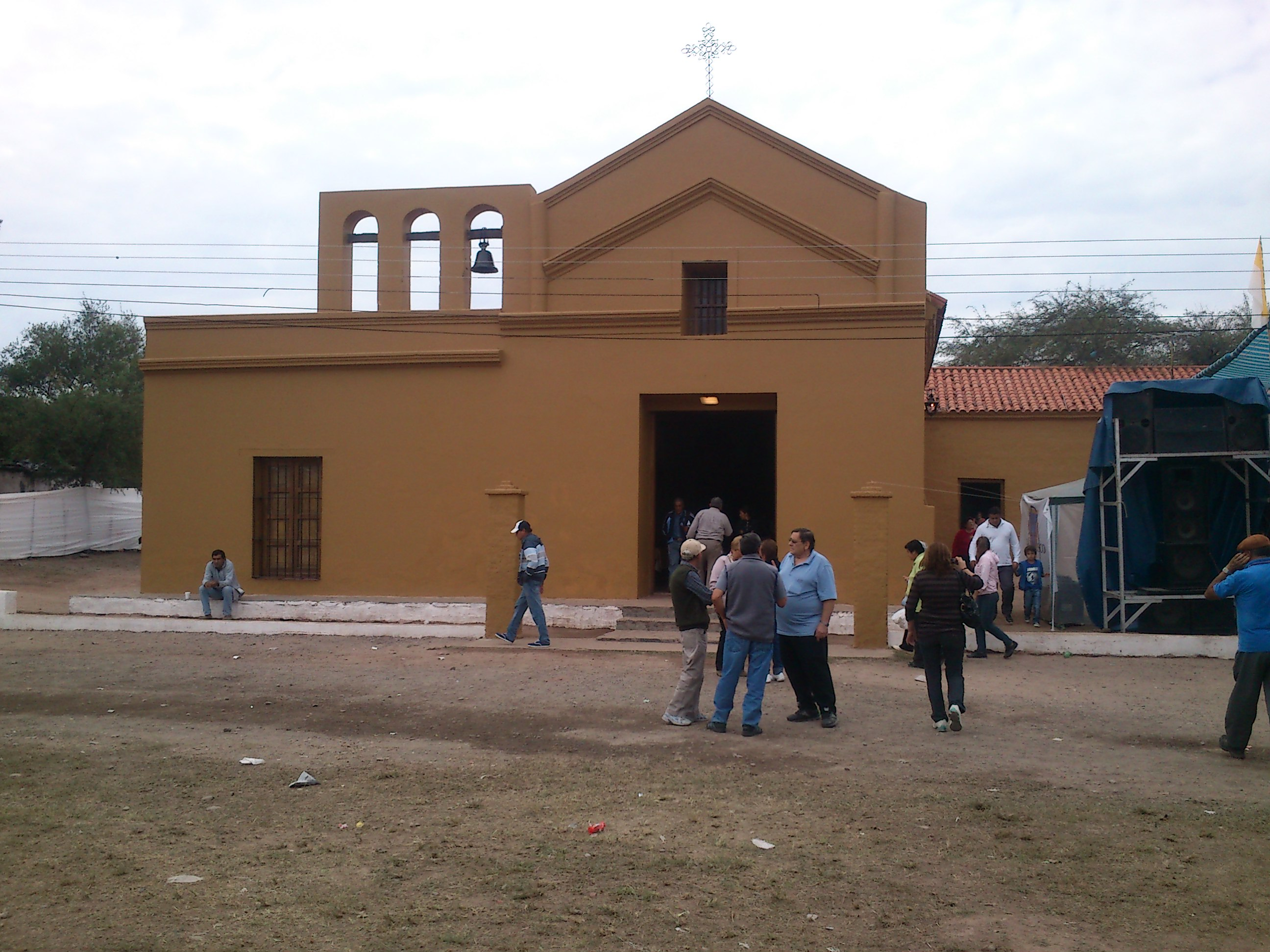
Iglesia Sagrado Corazón de Trancas